# IC 4385
IC 4385 — галактика типу *Grp (велика група зірок) у сузір'ї Центавр.
Цей об'єкт міститься в оригінальній редакції індексного каталогу.